# Tanaotrichia orientis
Tanaotrichia orientis là một loài bướm đêm trong họ Geometridae.